# 皓白の巫女
『皓白の巫女』（こうはくのみこ、原題：英: The White Sybil）は、アメリカ合衆国のホラー小説家クラーク・アシュトン・スミスが1935年に発表した短編小説。『Fantasy Publications 1935』に収録された。クトゥルフ神話関連作品で、スミスのハイパーボリアを舞台とした作品の一つであり、幻想譚。初期タイトルは『ポラリオンの皓白の巫女』であったが、改題された。創元推理文庫の表紙は本短編をイラスト化している。
ハイパーボリアが氷期を迎えて滅びることは、過去作品ですでに言及されているが、本作にて、ある巫女によって予言されていたことが判明する。巫女の正体ははっきりとはわかっておらず、主人公のトルタは幻想存在に魅せられたことで現実から足を踏み外し、幻想と現実の区別のつかない狂人となるものの、バッドエンドではなくユーモアをもって締めくくられている。
ハイパーボリア作品群の時系列を整理する試みは、氷期がらみで難航していることが、文庫を手掛けた大瀧啓裕によって語られている。
ナイトランド叢書版の解説にて安田均は、本作を傑作と評し、スミスの才能の成功例であると述べており、「「白い巫女」が巻頭の詩と呼応して、それが「詩人の女神」であると明らかに認められることから、詩人が彼女に手を触れたときが彼の生命の終りであることは容易に察せられよう。これは、悲劇の典型的な一形式である」と解説している。

## あらすじ
ヒュペルボレオスの各地で、「皓白の巫女」の目撃証言が相次ぐ。氷河のポラリオンの荒野からやって来たと噂される彼女は、各地を行き来して、ヒュペルボレオスが氷河の到来で滅亡すると予言する。人々は彼女を、僻地の未知なる神々の使者と恐れ、誰も深入りしようとしなかった。
詩人トルタはムー・トゥラン半島の故郷ケルンゴスに帰郷したおりに、皓白の巫女に遭遇し、一目惚れする。寝ても覚めても彼女のことが頭を離れず、恋をしていることは誰にも打ち明けることができない。彼女の神々しい美しさは破滅と表裏一体であり、たとえ他人に相談しようものなら常軌を逸した狂気と一蹴されることがわかりきっていたからである。
ある日トルタは、彼女にふと丘の花畑で再会を果たし、荒れ果てた冷気の渓谷を往く彼女についていく。巫女は神聖な話をして高邁な智慧を伝えるが、トルタは耳に入らず、想いを伝える。トルタが巫女を抱き締めると、巫女の姿は変じて凍りついた死体になり、砕けて霧散する。
トルタは嵐に呑まれる姿を目撃されており、嵐が治まった後に彼は氷河で気を失っていた。トルタが見たものが真実なのか幻影なのかはわからない。山の民に発見されたとき、トルタの額には巫女の唇の刻印が、焼印されていた。トルタは錯乱しつつ、ある娘を皓白の巫女と取り違えて愛し、娘は理解してなお愛し、相思相愛となる。

## 主な登場人物
- 詩人トルタ - 主人公。ケルンゴス生まれの詩人で、各地を巡った後に冒頭にて帰郷する。
- 「皓白の巫女」 - 個人名不明。霊妙な立居振舞は、月から降臨した亡霊にたとえられる。北のポラリオンからやって来ると言われ、ヒュペルボレオスが氷河によって滅びると予言する。

## 収録
- 『ヒュペルボレオス極北神怪譚』創元推理文庫、大瀧啓裕訳
- 『魔術師の帝国2 ハイパーボリア篇』ナイトランド叢書、安田均訳

## 関連作品
- 白蛆の襲来 - 魔物ルリム・シャイコースが冷気を伴ってハイパーボリアへと襲来するが、阻止される。
- 氷の魔物 - 未来の出来事。巫女が予言した氷河が到来している。